# Pitárné
Pitárné (též Bitárno, německy Pittarn, polsky Bietów) je část obce Vysoká v okresu Bruntál. Vzniklo jako samostatná obec s názvem Pittarn v roce 1267 na soutoku potoka Mušlov a řeky Osoblahy a původně sloužilo jako biskupské léno. V roce 1572 zde vznikla škola a v roce 1945 se obec stala částí kilometr vzdálené větší obce Vysoká.
Pitárné je položeno do údolí a do rozmanité přírody tvořené z lesů, rybníků i polí. Nedaleko se nachází obec Liptaň, kde se nachází úzkorozchodná vlaková trať. Vlastní železniční stanici Pitárné nemá, dopravu zde zajišťuje Transdev Morava, která místní obyvatele rozváží do okolních větších obcí jako Osoblaha nebo Jindřichov, kde se nacházejí železniční stanice. Kromě úzkorozchodné tratě mohou turisté navštívit nedaleký Dívčí Hrad, který vznikl v roce 1267.

## Název
Nejstarší písemné doklady znějí Biterne (1267, 1294), Bitern (1326), Pitrne (1404), Piterna (1405), Pieterna (1406), Pittarn (1460). Jméno se zatím nepodařilo vyložit.

## Historie
Historické prameny vesničky Pitárné se v mnoha ohledech rozbíhají. První spolehlivější zdroje pochází z roku 1763, kdy pitárenská pradlena Gudrun Heike založila kroniku své rodné vsi.[zdroj?] Podle těchto pramenů vesnice v minulosti měla vyhlídky na světlou budoucnost, což bylo dáno množstvím mlýnských stavení, které se tak staly nepostradatelným elementem ve zdejší agrikulturní infrastruktuře. Linie zámožných mlynářů, kteří zde měli neotřesitelné postavení co do významu srovnatelné se zdejšími duchovními, se táhne někdy až sedm generací. Na radě Hafer und Nehrung rozhodovali prakticky o veškerém dění v obci a starosta Pitárné tak byl víceméně jen formální postavou.[zdroj?] Doba blahobytu skončila koncem druhé světové války, kdy bylo německé obyvatelstvo vyhnáno za hranice.
Jihozápadně od vsi se nachází stopy po středověkém opevnění neznámého stáří a historie.

## Vývoj počtu obyvatel
Počet obyvatel Pitárného podle sčítání nebo jiných úředních záznamů:
| Rok            | 1869 | 1880 | 1890 | 1900 | 1910 | 1921 | 1930 | 1950 | 1961 | 1970 | 1980 | 1991 | 2001 |
| -------------- | ---- | ---- | ---- | ---- | ---- | ---- | ---- | ---- | ---- | ---- | ---- | ---- | ---- |
| Počet obyvatel | 920  | 957  | 898  | 814  | 755  | 648  | 585  | 252  | 219  | 173  | 104  | 86   | 85   |

1. ↑  z toho: 1 Čechoslovák, 548 Němců; 583 řím. kat., 2 evang.

V Pitárném je evidováno 76 adres : 72 čísel popisných (trvalé objekty) a 4 čísla evidenční (dočasné či rekreační objekty). Při sčítání lidu roku 2001 zde bylo napočteno 69 domů, z toho 28 trvale obydlených.
Zajímavosti je téměř zapomenutá tradice, pamatována dnes snad už jen starousedlíky, a to neuvádět prvorozené děti do celkového počtu obyvatel vesnice.[zdroj?] Nadměrná úmrtnost těchto dětí dala vzniknout pověře o mrtvém mlynáři, který chodí vybírat svou daň. V publikacích zabývající se lidovou slovesností je tato bytost často mylně zaměňována s Erbenovou Polednicí. Nejasnou roli zde měl věk šesti let, o kterém se letmo zmiňuje kronika.

## Kultura, historické objekty, sport
- Kostel Navštívení Panny Marie z roku 1766
- Boží muka
- Kulturní dům Pitárné s hostincem
- Historická zeď vedoucí okolo kostelních schodů
- Dřevěná kaplička na půdě fary
- Pomník obětem 1. světové války na návsi
- Myslivecké sdružení Lišák
- Fotbalové a tenisové hřiště TJ ČSSS Vysoká

## Služby
Na území Pitárné se nachází místní prodejna se smíšeným zbožím a sídlí zde i firma Capacco, která vyrábí plastové střešní krytiny.

## Galerie

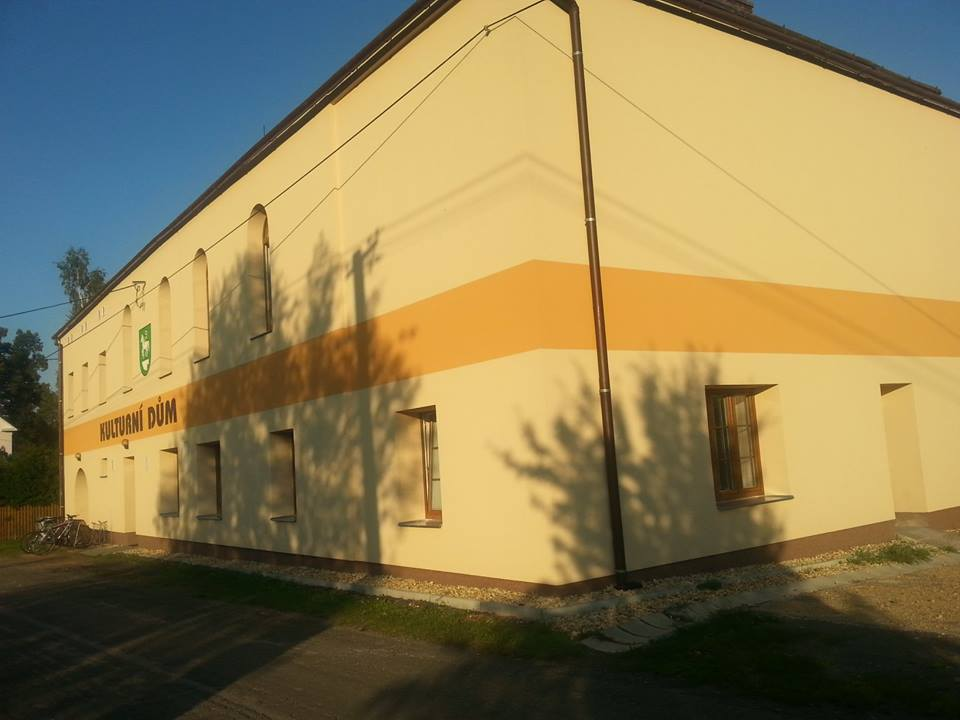
Kulturní dům
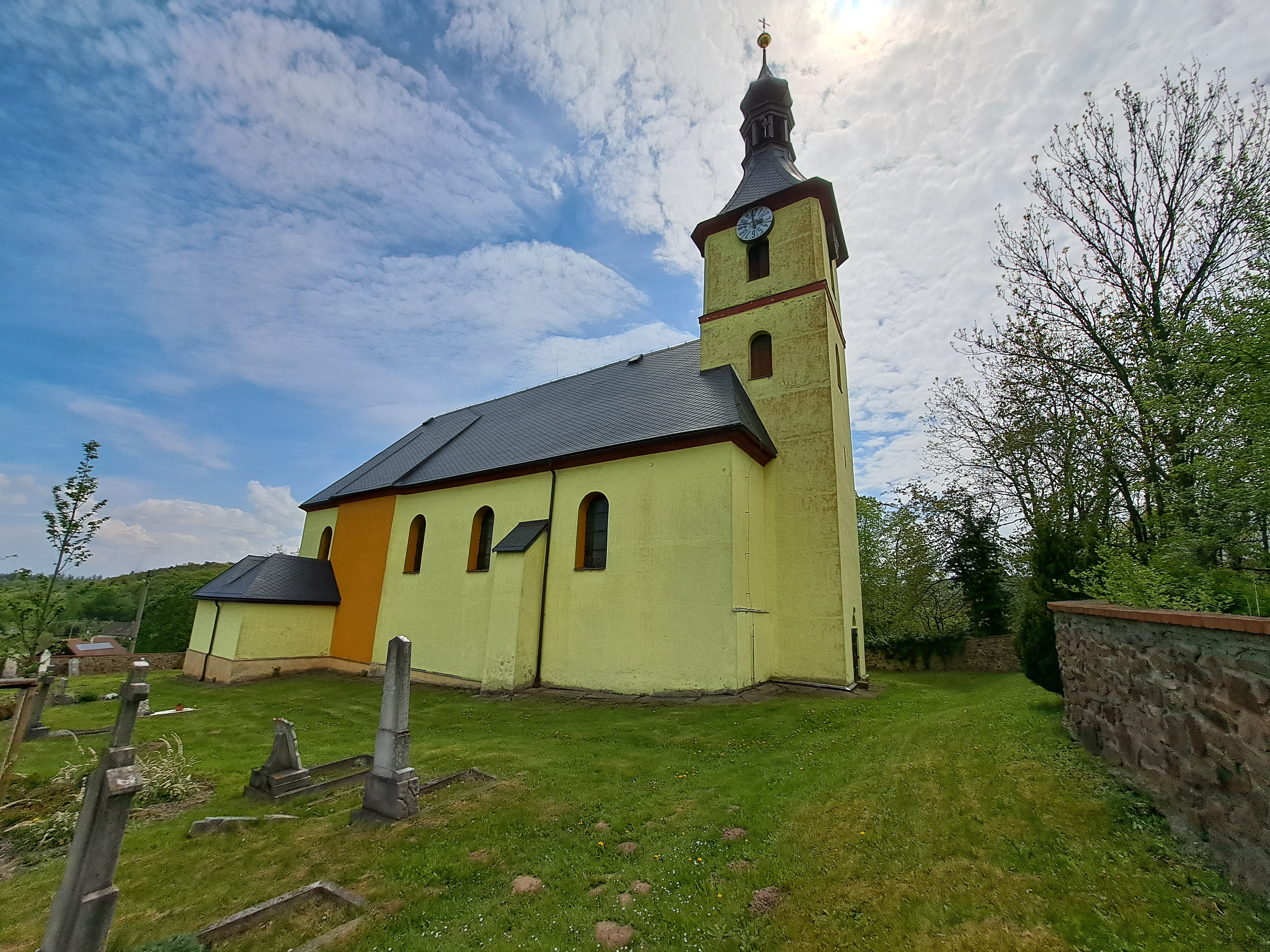
kostel Navštívení Panny Marie
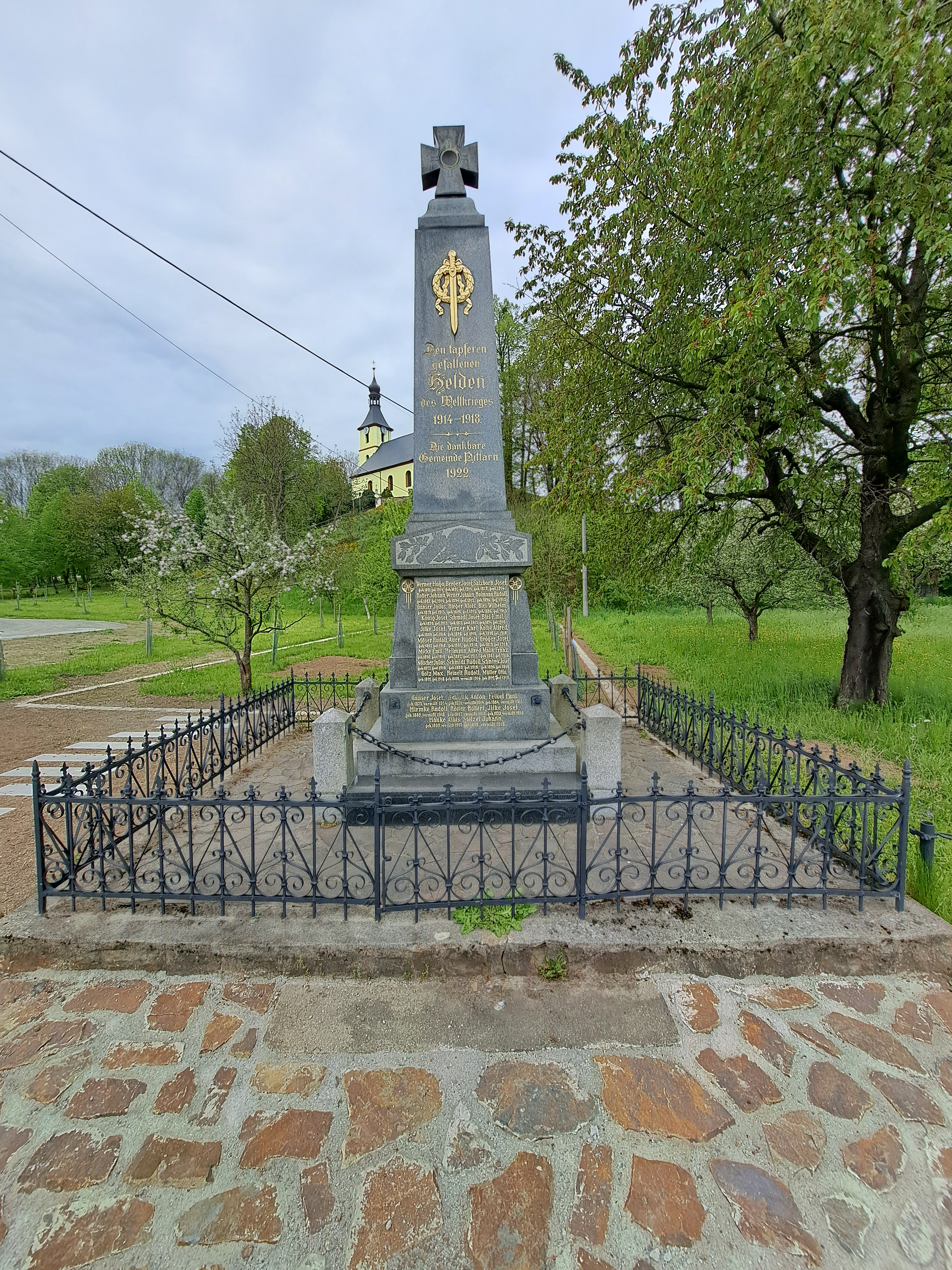
pomník obětem I. světové války